# Jules Saliège

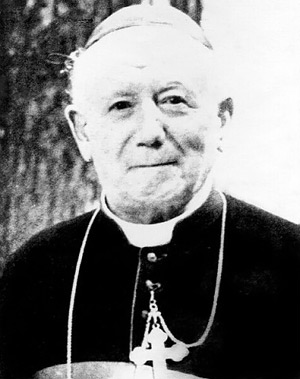
Jules Kardinal Saliège

Kardinalswappen

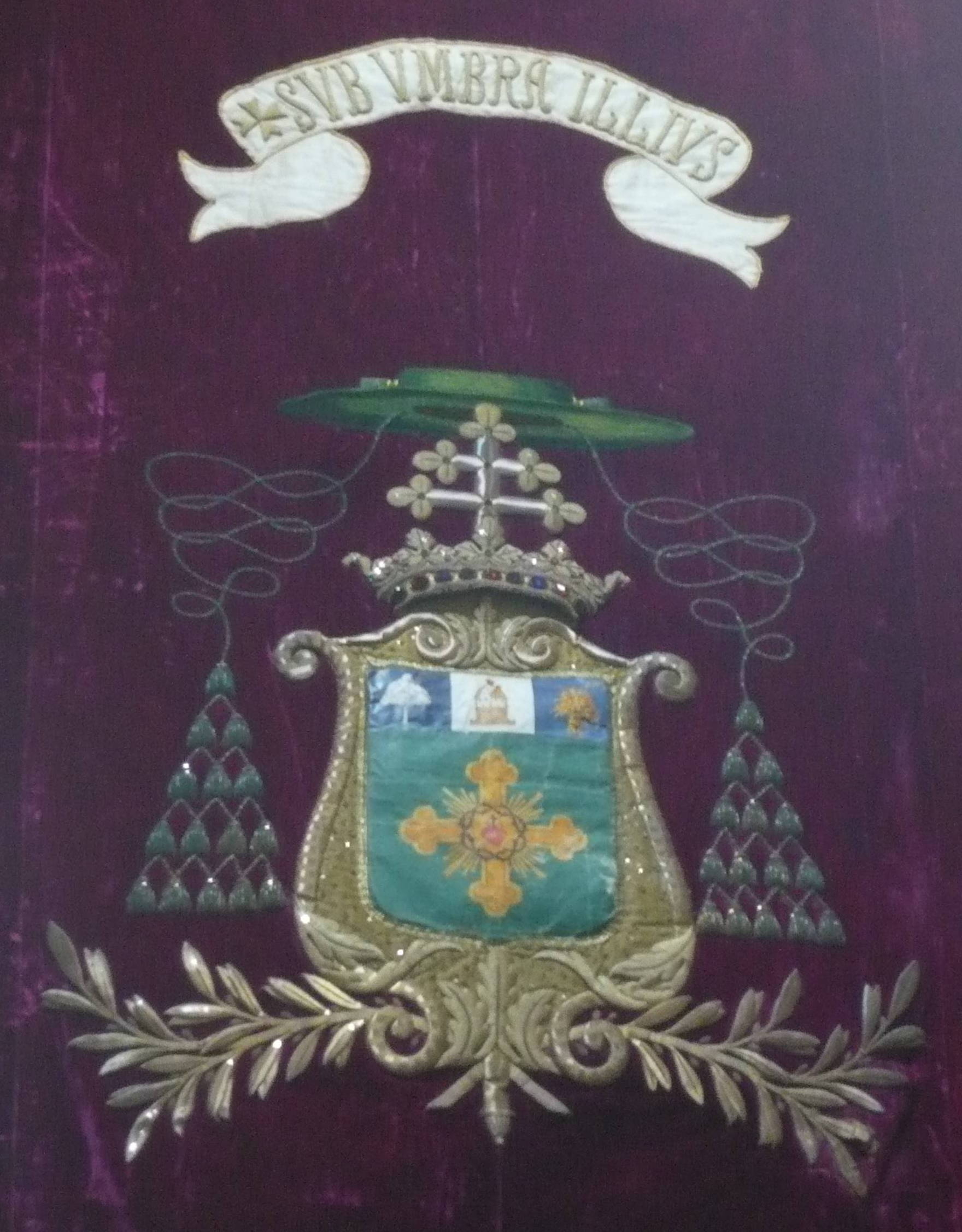
Erzbischofs-Wappen

Jules-Géraud Kardinal Saliège (* 24. Februar 1870 in Mauriac, Frankreich; † 5. November 1956 in Toulouse) war Erzbischof von Toulouse und Kardinal. Er ist ein Gerechter unter den Völkern.

## Leben
Jules Saliège studierte Katholische Theologie am Priesterseminar St. Sulpice in Paris und empfing am 21. September 1895 das Sakrament der Priesterweihe. Anschließend gehörte er bis 1903 dem Lehrkörper des Knabenseminars von Pleaux an. Von 1903 bis 1925 wirkte er als Dozent am Seminar von Saint-Flour, das er ab 1907 als Regens leitete. Während des Ersten Weltkriegs leistete er Dienst als Militärkaplan. Am 31. März 1918 erhielt er die Ernennung zum Generalvikar ehrenhalber.
Am 6. Oktober 1925 ernannte ihn Papst Pius XI. zum Bischof von Gap. Die Bischofsweihe spendete ihm am 6. Januar 1926 Paul-Augustin Lecœur, der Bischof von Saint-Flour; Mitkonsekratoren waren Benjamin Roland-Gosselin, Weihbischof im Erzbistum Paris, und Hippolyte de La Celle, Bischof von Nancy.
Drei Jahre später, am 17. Dezember 1928, wurde Saliège Erzbischof von Toulouse. Saliège setzte sich im Widerstand gegen Adolf Hitler für die Juden ein und dachte ökumenisch offen. Als einer der ersten formulierte Saliège, dass die bisherige action catholique keine gesellschaftliche Gruppe sein dürfe, sondern sich in der ganzen Breite der Gesellschaft artikulieren solle. Papst Pius XII. nahm Jules Saliège am 18. Februar 1946 als Kardinalpriester mit der Titelkirche Santa Pudenziana in das Kardinalskollegium auf.
Jules Saliège starb 1956. Er fand in der Kathedrale von Toulouse seine letzte Ruhestätte. Neben der Kathedrale, auf dem nach ihm benannten Platz, ist dem bekannten Erzbischof ein Denkmal errichtet worden, auf welchem sein berühmter Hirtenbrief aus dem Jahr 1942 wiedergeben ist.

## Gegen die Judenverfolgung
Saliège schickte einen Hirtenbrief an die Priester seiner Erzdiözese, den sie am 23. August von den Kanzeln verlesen sollten. Am 22. Juli 1942 hatte die Versammlung der katholischen Erzbischöfe und Kardinäle in der besetzten Zone bereits einen Protestbrief an Pétain geschickt, in dem sie die Deportationen als unmenschlich und nicht hinnehmbar kritisierte. Trotz großer Anstrengungen der Kader des Vichy-Regimes, die Verlesung des Hirtenbriefs zu verhindern, verlasen viele Priester ihn. Saliège kritisierte die Deportation der Juden als eine massive Verletzung von christlichen und französischen Wertvorstellungen: Juden seien Brüder und Schwestern der Christen wie alle anderen Menschen auch. Der Hirtenbrief wurde zum Politikum, als Radio Vatikan und BBC ihn im Wortlaut mehrmals weltweit verbreiteten. Zum ersten Mal sah sich das Vichy-Regime international bloßgestellt als ein williger Kollaborateur der Deutschen und ihrer Judenverfolgung.
Brüder! Es gibt eine christliche Moral und eine menschliche Ethik, die Pflichten auferlegen und Rechte anerkennen. Sowohl die Pflichten als auch die Rechte sind ein Teil unserer Menschenwürde.
Gott hat uns beide gesandt. Wir können sie verletzen. Aber keine Todsünde kann sie aus der Welt schaffen. Kinder und Frauen, Väter und Mütter wie eine Viehherde zu behandeln, Familien zu trennen und sie in ein fremdes Land zu deportieren – das ist ein trauriger Anblick, dessen Zeugen wir in dieser Zeit werden mussten.
Warum gibt es das Asylrecht der Kirche nicht mehr? Warum sind wir so ohnmächtig und hilflos? ... In unserer eigenen Diözese, in den Lagern von Noé und Récébédou, haben sich wahre Schreckensszenen ereignet.
Juden sind Menschen: Männer und Frauen. Ausländer sind Menschen: Männer und Frauen. Es ist genauso verbrecherisch, gegen diese Männer und Frauen, gegen diese Väter und Mütter samt ihren Familien Gewalt anzuwenden, wie gegen irgend jemanden sonst. Auch sie sind Glieder der Menschheit, auch sie sind unsere Brüder wie so viele andere. Ein Christ darf das nicht vergessen.
Frankreich, unser geliebtes Land, Frankreich, das du allen deinen Kindern für deine Tradition der Ehrfurcht vor dem Leben bekannt bist, ritterliches, edelmütiges Frankreich –
ich vertraue dir und ich glaube nicht, dass du für diese Schrecken verantwortlich bist.
Mit liebevoller Hingabe: Jules-Géraud Saliège, Erzbischof von Toulouse

## Posthumes
Im Sommer 2010 machte der damalige französische Staatspräsident Sarkozy die innere Sicherheit zum Thema. Nach Straßenkrawallen kündigte er härtere Maßnahmen gegen Roma an sowie den Entzug der Staatsangehörigkeit von Straftätern ausländischer Herkunft. Viele illegale Roma-Wohnsiedlungen wurden geräumt und hunderte dort wohnende Menschen nach Rumänien und Bulgarien abgeschoben (siehe auch hier).
Die französische Bischofskonferenz rief zu „Solidarität mit Migranten“ auf und kritisierte den Gesetzentwurf zur Verschärfung der Ausländer- und Einwanderungspolitik.
Der Erzbischof von Toulouse, Robert Le Gall, verlas in der Hochphase der Debatte Salièges Hirtenbrief aus dem Jahr 1942. Le Gall entschuldigte sich später dafür, dass er das Schicksal der Juden mit dem der Roma verglichen hatte. Er beharrte aber darauf, dass die Roma „Gastfreundschaft, Respekt und Brüderlichkeit“ verdienten.

## Ehrungen
1954 wurde ihm das Großkreuz des Verdienstordens der Italienischen Republik verliehen.
Am 8. Juli 1969 erkannte die Gedenkstätte Yad Vashem ihn postum als Gerechten unter den Völkern an.

## Notizen und Einzelnachweise
1. ↑  nach Hallie, S. 195; Seibel schreibt dagegen „die Mehrzahl der Priester“
2. ↑  im Manuskript stand Dans notre diocèse, des scènes d’épouvante ont eu lieu dans les camps de Noé et de Récébédou. Auf Druck von Präfekt Gabriel Chéneaux de Leyritz (1899–1973) änderte er d’épouvante in émouvantes et horreurs in erreurs (Beleg)
3. ↑  Nach Philip Hallie: „Daß nicht unschuldig Blut vergossen werde...“ Die Geschichte des Dorfes Le Chambon und wie dort Gutes geschah. Neukirchener Verlagsgesellschaft 3. Aufl. 1990, ISBN 3-7887-0722-4, S. 195. Zweitübersetzung aus dem Englischen
4. ↑  FAZ.net vom 8. Oktober 2010: Für die Wähler zum Papst
5. ↑  
Saliège Jules-Géraud. In: The Righteous Among the Nations Database. Yad Vashem, abgerufen am 21. September 2020 (englisch).

| Vorgänger              | Amt                               | Nachfolger            |
| ---------------------- | --------------------------------- | --------------------- |
| Gabriel-Roch de Llobet | Bischof von Gap 1925–1928         | Camille Pic           |
| Jean-Augustin Germain  | Erzbischof von Toulouse 1928–1956 | Gabriel-Marie Garrone |

| Personendaten    | Personendaten                                                   |
| ---------------- | --------------------------------------------------------------- |
| NAME             | Saliège, Jules                                                  |
| ALTERNATIVNAMEN  | Saliège, Jules-Géraud Kardinal (vollständiger Name)             |
| KURZBESCHREIBUNG | französischer Geistlicher, Erzbischof von Toulouse und Kardinal |
| GEBURTSDATUM     | 24. Februar 1870                                                |
| GEBURTSORT       | Crouzy-Haut, Frankreich                                         |
| STERBEDATUM      | 5. November 1956                                                |
| STERBEORT        | Toulouse                                                        |